# Градево
Грáдево е село в Югозападна България. То се намира в община Симитли, област Благоевград.

## Население

### Етнически състав
Преброяване на населението през 2011 г.
Численост и дял на етническите групи според преброяването на населението през 2011 г.:
|                     | Численост |
| Общо                | 181       |
| Българи             | 179       |
| Турци               | -         |
| Цигани              | -         |
| Други               | -         |
| Не се самоопределят | -         |
| Неотговорили        | 2         |

## География
Село Градево се намира в планински район. Градево е разпръснато село – някои от махалите са Баба Цвета, Марево, Срандашка, Реката.

## История
Градево възниква като колибарско село. Споменава се в турските документи от 1576 година. През XIX век тук се отглеждат много кози, овце, овес, царевица, ечемик, картофи.
В 1891 година Георги Стрезов пише за селото:
| „ | Градево, на И от Джумая 5 часа; има две църкви и едно попско училище. Околността е гориста и стръмна. През селото минува река, която зиме нараства значително; в нея ловят пъстърва. 280 къщи, българе. | “ |

Към 1900 година според статистиката на Васил Кънчов („Македония. Етнография и статистика“) населението на селото брои 1650 души, всичките българи-християни.
При избухването на Балканската война в 1912 година дванадесет души от Градево са доброволци в Македоно-одринското опълчение.
През учебната 1926 – 1927 година в Градево функционира прогимназия с един клас, в която се обучават 28 ученици (25 момчета и 3 момичета), обучавани от един волнонаемен учител.
В селото има построен паметник на падналите във войните за България. Като отличил се герой е Александър Кръстев Масларски (1897 – 1944), убит през 1944 г. покрай Гюешево. По-големият му син Стоян Александров Масларски (1923 – 1996) също участва във Втората световна война. Той участва в основните военни действия при форсирането на река Драва. Завръща се от войната с военни почести.
Кооперирането на земята се извършва в началото на 1958.

## Културни и природни забележителности
- Църквата „Свети Илия“ е обект от национално значение. Тя е изградена през 1847 година в махалата Реката. Тя е каменна, трикорабна псевдобазилика с притвор и балкон под него. През 2011 година е извършен основен ремонт и подмяна на покрива.
- Църквата „Свети Никола“ е построена в 1861 година в Овнарската махала.[7] През 2023 година е изградена 10-метрова камбанария. В църквата се отбелязва всяка година празникът на свети Николай Мирликийски на 6 декември[8].
- Параклисът „Свети 40 мъченици“ е осветен през август 2016 г.

## Личности
Родени в Градево
- Аврам Младенов (1864 – 1940), български църковен деец
- Ангел Иванов Кацарски, македоно-одрински опълченец, 1 рота на 13 кукушка дружина[9]
- Ангел Мазнеов (1863 – 1902), български революционер
- Апостол Данчов (1876 – след 1943), български революционер
- Гълъб Георгиев (р. 1934), кмет на Благоевград 1971 – 1977, 1990
- Димитър Атанасов Биров (р. 1912 – ?), интербригадист[10]
- Димитър Пирински (1866 – ?), български лекар, завършил медицина в Тулуза в 1901 г.[11]
- Иван Павлов, доброволец в четата на Иван Атанасов – Инджето през Сръбско-българската война в 1885 година[12]
- Йордан Биров, български революционер
- Йордан Цицков (1865 – 1925), български революционер
- Димитър Янев (1928 – 2013), български композитор[13]
- Мирчо Юруков (1907 – 1963), български революционер, публицист и историк
- Никола Младенов (1879/1880 – ?), македоно-одрински опълченец, родом от Градево, жител на Дубница, 2 и 3 рота на 7 кумановска дружина[14]
- Никола Цветков, доброволец в четата на Иван Атанасов – Инджето през Сръбско-българската война в 1885 година[15]
- Петър (Кара Петър), войвода на ВМОРО[16]
- Спас Димитров (1877 – след 1918), български революционер от ВМОРО,[17] македоно-одрински опълченец, 3 рота на 10 прилепска дружина[18]
- Стоил Иванов (? – 1899), български учител в Градево между 1849 и 1855 година и свещеник там между 1855 и 1879 година, умира в Дупница[19]
- Стоян Сотиров (1903 – 1984), български художник
- Тодор Иванов Кацарски (1871 – ?), български революционер, арестуван и измъчван във връзка с отвличането на мис Стоун, войвода на чета по време на Горноджумайското въстание в 1902 година.[20][21]
- Тодор Атанасов, доброволец в четата на Иван Атанасов – Инджето през Сръбско-българската война в 1885 година[12]
- Тодор Илиев, доброволец в четата на Иван Атанасов – Инджето през Сръбско-българската война в 1885 година[12]
- Александър Попаврамов Младенов (19 април 1892 – ?), български революционер, деец на михайловисткото крило на ВМРО[22]
- Филип Аврамов (1929 – 1997), български композитор;
- Христо Градевецът, български революционер
- Христо Юруков (1918 – ?), кмет на Благоевград (1967 – 1971)

Починали в Градево
- Георгиос Колокотронис (1866 – 1913), гръцки военен деец
- Йоанис Велисариу (1861 – 1913), гръцки военен деец
- Никола Ганчев, български военен деец, поручик, загинал през Междусъюзническа война[23]
- Яне Маламов (1865 – 1925), български революционер, деец на ВМОРО и БКП
- Яне Трандафилов, доброволец в четата на Иван Атанасов – Инджето през Сръбско-българската война в 1885 година[12]

Свързани с Градево
- Яне Маревски, български свещеник в Градево, инициатор за откриване на училището в селото около 1850 – 1860 година, учител в Годлево през 1867 година[24]